# Desa Batuhideung
Desa Batuhideung är en administrativ by i Indonesien.   Den ligger i provinsen Banten, i den västra delen av landet, 150 km sydväst om huvudstaden Jakarta.